# 監物永三
監物 永三（けんもつ えいぞう、1948年〈昭和23年〉2月13日 - ）は、岡山県倉敷市生まれの元体操競技選手。日本体育大学名誉教授、元日本体操協会副会長。1968年メキシコシティーオリンピック、1972年ミュンヘンオリンピック、1976年モントリオールオリンピック男子団体金メダリスト。日本体育大学社会体育学科教授、副学長、アドミッションセンター長などを歴任した。

## 人物
1968年メキシコシティーオリンピックにおいて、男子体操競技で当時最年少となる20歳8カ月で金メダリストとなった。世界体操選手権とオリンピックでは種目別のあん馬で合計4個のメダルを獲得。日本の男子体操黄金時代に唯一、金メダルが獲れずに「夢のタイトル」と呼ばれたあん馬で、もっとも金メダルに近いと言われた選手であった。オリンピックと世界体操選手権で獲得したメダルは24個、うち金メダルが10個、銀メダルが8個、銅メダルが6個であった。1970年には世界選手権男子個人総合で日本人初の優勝を果たしている。
引退後は、日本体育大学や徳洲会体操クラブなどで指導者として水鳥寿思らを育て上げた。2004年のアテネオリンピックに金メダルを獲得した男子団体メンバーと共に紫綬褒章を受章した。2006年に国際体操殿堂入りを果たした。

## 成績
- 1968年メキシコシティーオリンピック団体総合金メダル、鉄棒銅メダル、個人総合4位
- 1970年 リュブリャナ世界選手権（ユーゴスラビア）団体総合、個人総合、鉄棒金メダル、ゆか、鞍馬、平行棒銀メダル
- 1972年ミュンヘンオリンピック（西ドイツ）団体総合金メダル、個人総合銀メダル、鞍馬、平行棒銅メダル
- 1972年 全日本選手権 個人総合優勝
- 1973年 NHK杯個人総合 優勝
- 1974年 ヴァルナ世界選手権（ブルガリア）団体総合、平行棒金メダル、個人総合、鞍馬、鉄棒銅メダル
- 1974年 全日本選手権 個人総合優勝
- 1976年モントリオールオリンピック（カナダ）団体総合金メダル、鞍馬、鉄棒銀メダル
- 1976年 全日本選手権 個人総合優勝
- 1978年 ストラスブール世界選手権（フランス）団体総合、平行棒金メダル、個人総合銀メダル
- 1979年 フォートワース世界選手権（アメリカ）団体総合銀メダル